# Battaglia di Rakovor
La battaglia di Rakovor (in russo Раковорская битва, Rakovorskaja bitva?) anche conosciuta come battaglia di Wesenberg (in tedesco Schlacht bei Wesenberg) fu uno scontro bellico verificatosi il 18 febbraio 1268 tra i cavalieri di Livonia, i livoni e una coalizione di Principi russi. I Cavalieri furono sconfitti tanto duramente che, dopo aver vanamente cinto d'assedio Pskov l'anno seguente, non intrapresero per i successivi trent'anni alcuna campagna contro la Russia settentrionale.

## La battaglia
I due eserciti si scontrarono sette verste fuori dalla città livone di Rakvere (Russo: Rakovor; Tedesco: Wesenberg). Le forze russe, costituite da più di 30 000 uomini, erano guidate da Dimitri Pereslavl (a capo delle truppe di Novgorod) e dal suo futuro cognato, Dovmont di Pskov (a capo delle truppe di Pskov).
Oltre che dai cavalieri, l'esercito livone era costituito da forze danesi (sull'ala destra) e dalla milizia estone locale (su quella sinistra) ed era condotto dal Gran Maestro Otto von Lutterberg.
Le forze degli ex Portaspada erano disposte nella loro consueta formazione a cuneo, denominata "testa di verro", di cavalieri pesantemente armati, chiamata dai russi il "grande maiale di ferro". Tale formazione aveva un notevole impatto penetrante sulle schiere nemiche ma era scarsamente manovrabile e vulnerabile agli attacchi laterali, fatto che aveva comportato la sconfitta dei cavalieri nella battaglia del Lago Peipus. Per cercare di ovviare a ciò il Gran Maestro decise di dividere la forza di assalto in due tronconi, ponendo il primo sul campo aperto e tenendo celato il secondo cosicché quando il primo sarebbe stato attaccato da ogni lato dai russi il secondo avrebbe fatto improvvisamente irruzione sul campo di battaglia e circondato i nemici.
La tattica inizialmente funzionò in maniera soddisfacente: il primo cuneo attaccò il centro della formazione nemica e costrinse i Russi a indietreggiare. I soldati del secondo cuneo però, credendo l'esercito nemico in fuga, emersero dai propri nascondigli per saccheggiare i corpi e ciò che i Russi avevano abbandonato durante la ritirata. A causa di tale circostanza il primo cuneo fu circondato dalle truppe di Pskov e Novgorod.
La lotta tra Russi e Livoni si fece allora terribile. "Né i nostri padri né i nostri antenati sono mai stati testimoni di una lotta così crudele", riportò uno storico livone del tempo. Alla fine la milizia di Novgorod prevalse nonostante il suo comandante, il posadnik Mikhail Fiodorovič, fosse perito nello scontro.
I Principi russi incalzarono i Cavalieri fino a Rakvere. Il Principe Dovmont di Pskov, il cui coraggio fu riconosciuto persino dagli storici tedeschi, seguì i cavalieri sconfitti fino alle coste del Mar Baltico e conquistò un cospicuo bottino prima di tornare tra le linee russe. Mentre faceva ritorno presso il proprio campo il Principe Dimitri scoprì che era stato saccheggiato da un'altra compagnia di Cavalieri. Decise di aspettare fino al mattino. Passarono tre giorni ma nessun attacco fu più posto in essere dai Cavalieri. I leader russi proclamarono la propria vittoria e tornarono in trionfo nelle proprie terre.